# Свинна (гмина)
Свинна (пол. Świnna) — сельская гмина (волость) в Польше, входит как административная единица в Живецкий повет, Силезское воеводство. Население — 7858 человек (на 2004 год).

## Демография
| Перепись                       | Всего   | Всего | Женщины | Женщины | Мужчины | Мужчины |
| ------------------------------ | ------- | ----- | ------- | ------- | ------- | ------- |
| Единицы                        | человек | %     | человек | %       | человек | %       |
| Население                      | 7858    | 100   | 4022    | 51,2    | 3836    | 48,8    |
| Плотность населения (чел./км²) | 199,4   | 199,4 | 102,1   | 102,1   | 97,4    | 97,4    |

## Сельские округа
1. Свинна
2. Тшебиня
3. Певель-Мала
4. Певель-Слеменьска
5. Пшиленкув
6. Рыхвалдек

## Соседние гмины
1. Гмина Гилёвице
2. Гмина Елесня
3. Гмина Радзеховы-Вепш
4. Гмина Слемень
5. Живец